# Њуман Гроув (Небраска)
Њуман Гроув (енгл. Newman Grove) град је у америчкој савезној држави Небраска.

## Демографија
По попису из 2010. године број становника је 721, што је 76 (-9,5%) становника мање него 2000. године.
| Група             | 2000.       | 2010.       |
| Белци             | 685 (85,9%) | 637 (88,3%) |
| Афроамериканци    | 0 (0,0%)    | 0 (0,0%)    |
| Азијати           | 8 (1,0%)    | 5 (0,7%)    |
| Хиспаноамериканци | 105 (13,2%) | 73 (10,1%)  |
| Укупно            | 797         | 721         |